# Buchelay
Buchelay är en kommun i departementet Yvelines i regionen Île-de-France i norra Frankrike. Kommunen ligger i kantonen Mantes-la-Ville som tillhör arrondissementet Mantes-la-Jolie. År 2022 hade Buchelay 3 364 invånare.

## Befolkningsutveckling
Antalet invånare i kommunen Buchelay
| Referens: INSEE |